# Юлиана Луиза от Източна Фризия
Юлиана Луиза от Източна Фризия (на немски: Juliane Louise von Ostfriesland; * 16 май 1657, Аурих; † 30 октомври 1715, Хамбург) от род Кирксена, е графиня и от 1654 г. принцеса от Източна Фризия.

## Произход
Тя е голямата дъщеря на граф Ено Лудвиг от Източна Фризия (1632 – 1660), от 1654 г. първият княз на Източна Фризия, и съпругата му графиня Юстина/Юлиана София фон Барби-Мюлинген (1636 – 1677), дъщеря на граф Албрехт Фридрих фон Барби-Мюлинген (1597 – 1641) и София Урсула фон Олденбург-Делменхорст (1601 – 1642). Сестра е на София Вилхелмина (1659 – 1698, Бернщат), омъжена на 7 декември 1695 г. в Хамбург за херцог Кристиан Улрих I фон Вюртемберг-Бернщат-Оелс (1652 – 1704).
Баща ѝ е наследен от по-малкия му брат княз Георг Кристиан (1634 – 1665).
Юлиана Луиза умира на 30 октомври 1715 г. в Хамбург на 58 години и е погребана в гробището „Олсдорфер Фридхоф“, Хамбург.

## Фамилия
Юлиана Луиза се омъжва през 1700 г. тайно за пастор Йоахим Моргенвег († 1730 в Хамбург), професор по религия в Хамбург. Бракът е бездетен.